# Acarnan
Dans la mythologie grecque, Acarnan (en grec ancien Ἀκαρνάν / Akarnán) est un des fils d'Alcméon et de Callirrhoé. Son frère Amphotéros et lui sont métamorphosés en hommes adultes pour venger la mort de leur père. Il est également le fondateur de l'Acarnanie, région historique grecque portant son nom.

## Mythe
Acarnan et son frère Amphotéros sont les fils de Callirhoé, fille d'Achéloos, et d'Alcméon, fils d'Amphiaraos.
Leur histoire est liée à la querelle autour du collier d'Harmonie : alors qu'ils sont enfants, leur père Alcméon est tué sur l'ordre du roi de Psophis, Phégée, par les deux fils de ce dernier, Pronoos (it) et Agénor (en). Callirhoé, en apprenant sa mort, demande à Zeus de métamorphoser (de) ses fils en hommes adultes, afin qu'ils puissent venger leur père. Les deux frères tuent d'abord Pronoos et Agénor, puis Phégée, à Psophis. Les habitants de la ville les pourchassent, mais ils leur échappent en se réfugiant chez le roi Agapénor de Tégée. Achéloos leur demande d'aller à Delphes pour y dédier le collier d'Harmonie à Apollon, et ainsi mettre fin à la querelle autour de l'objet.
Les deux frères sont à l'origine de la colonisation de l'Acarnanie dont les habitants, anciennement les Curètes, prennent le nom d'Acarnan.
Selon une scholie aux Olympiques de Pindare, Acarnan fait partie des prétendants d'Hippodamie tués par Œnomaos, le père de celle-ci.

### Sources antiques
- Pseudo-Apollodore, Bibliothèque [détail des éditions] [lire en ligne] (III, 7, 5-7).
- Pausanias, Description de la Grèce [détail des éditions] [lire en ligne] (VIII, 24, 9).